# Ridgetop
Ridgetop è un comune degli Stati Uniti d'America, situato nello Stato del Tennessee, diviso tra la Contea di Robertson e la Contea di Davidson.